# Roeselia clarkiana
Roeselia clarkiana är en fjärilsart som beskrevs av Dyar 1916. Roeselia clarkiana ingår i släktet Roeselia och familjen trågspinnare. Inga underarter finns listade.